# Leanne Smith

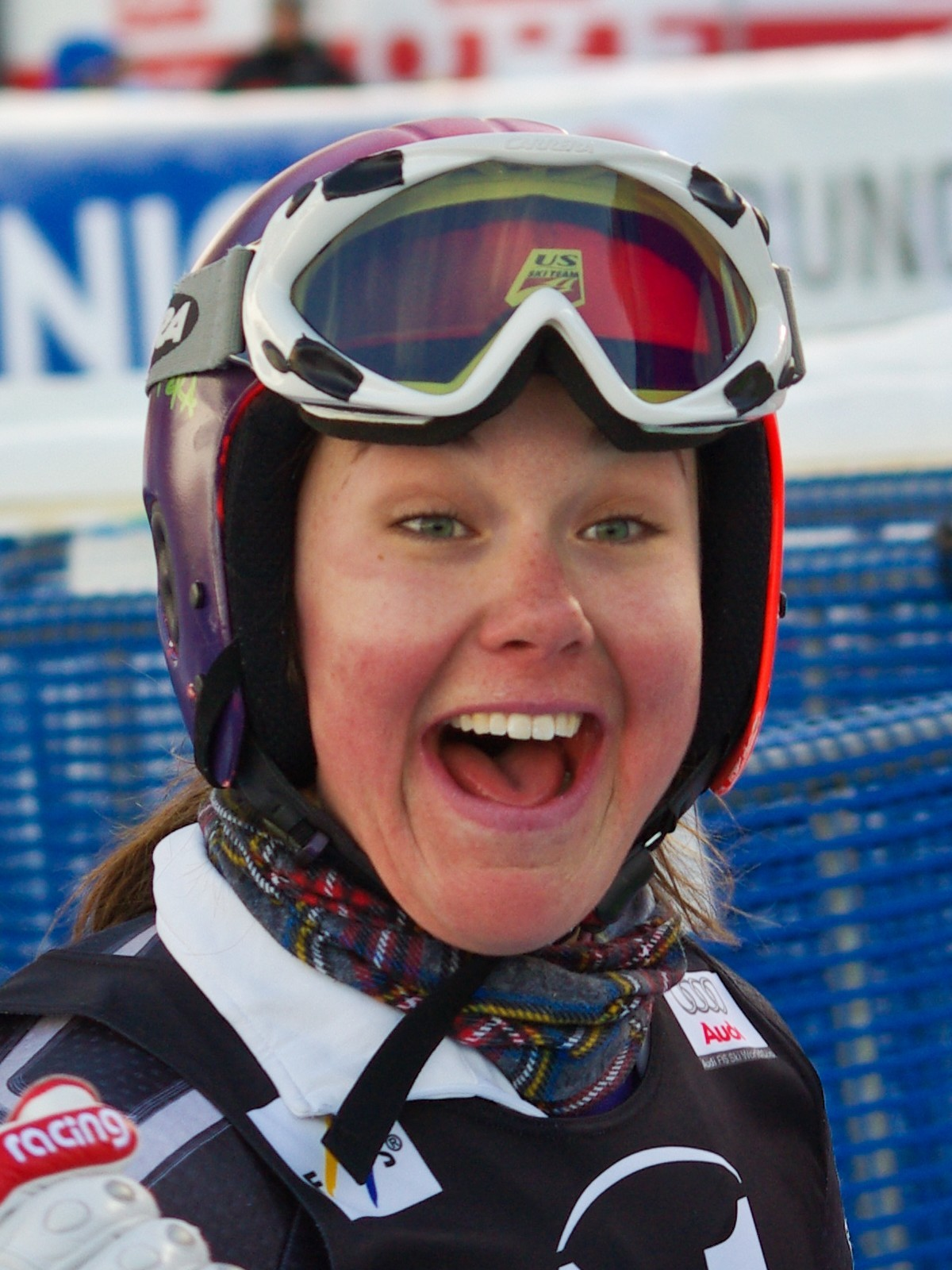
Leanne Smith.

Leanne Smith nació el 28 de mayo de 1987 en Conway (Estados Unidos), es una esquiadora que tiene 2 podiums en la Copa del Mundo de Esquí Alpino.

## Resultados

### Juegos Olímpicos de Invierno
- 2010 en Vancouver, Canadá
  - Super Gigante: 18.ª
  - Combinada: 21.ª

### Campeonatos Mundiales
- 2011 en Garmisch-Partenkirchen, Alemania
  - Super Gigante: 19.ª
- 2013 en Schladming, Austria
  - Descenso: 12.ª
  - Super Gigante: 16.ª

### Copa del Mundo

#### Clasificación General Copa del Mundo
- 2007-2008: 88.ª
- 2008-2009: 94.ª
- 2009-2010: 75.ª
- 2010-2011: 30.ª
- 2011-2012: 38.ª